# National Association of Music Merchants Show
 (août 2020).
Si vous disposez d'ouvrages ou d'articles de référence ou si vous connaissez des sites web de qualité traitant du thème abordé ici, merci de compléter l'article en donnant les références utiles à sa vérifiabilité et en les liant à la section « Notes et références ».

Le National Association of Music Merchants Show (NAMM Show) est le plus grand salon professionnel de l’industrie musicale (distribution, vente, création). Il se tient chaque année en janvier à Anaheim, en Californie. Des salons ont également lieu, en été, dans différentes villes d’accueil.
L'événement attire de nombreux musiciens célèbres, dont beaucoup sont approuvés par des exposants, qui viennent promouvoir leurs propres modèles et équipements signature.
Son homologue européen est le Musikmesse de Francfort.

## Histoire
En 1901, 52 membres de la National Piano Manufacturers Association of America forment la National Association of Piano Dealers of America. Le groupe tient sa première réunion annuelle en 1904. En 1919, le groupe se rebaptise National Association of Music Merchants, ou NAMM.Le NAMM est passé d'une association nationale de vente au détail à une association internationale dont les membres comprennent maintenant des sociétés commerciales, des distributeurs, des filiales et des fabricants. Le salon se déroule durant de nombreuses années en alternance entre New York et Chicago mais, depuis les 23-25 janvier 1976, il se tient à Anaheim.
Le NAMM Show n'a pas eu lieu en 1932, 1934, 1942 ou 1945. En 2022, en raison de la pandémie de COVID-19, le NAMM Show se tient à Anaheim du 3 au 5 juin 2022, à la date prévue pour le Summer Namm qui lui est annulé.

### NAMM Show
L'association (National Association of Music Merchants) représente actuellement environ 9 000 sociétés de l’industrie musicale. L’acronyme de 1919 est conservé mais la désignation officielle de l’association est « NAMM, the International Music Products Association ». Le siège se trouve à Carlsbad en Californie.
Le NAMM est un salon professionnel réservé au service des revendeurs et des distributeurs nationaux et internationaux. Les expositions de produits font partie intégrante du salon, ce qui permet aux concessionnaires et aux distributeurs de voir ce qui est nouveau, de négocier des offres et de planifier leur achat pour les 6 à 12 prochains mois. Les exposants se voient attribuer un nombre spécifique de participants en fonction de la taille de leur stand. Les membres du commerce de détail sont autorisés à un certain nombre de participants en fonction de leur nombre d'employés à temps plein.
Le NAMM Show n'a pas eu lieu en 1932, 1934, 1942 ou 1945. En 2022, en raison de la pandémie de COVID-19, le NAMM Show se tient à Anaheim du 3 au 5 juin 2022, à la date prévue pour le Summer Namm qui lui est annulé.

### Summer NAMM
Depuis 1970 un autre salon organisé par l'association, le Summer NAMM, a lieu en été à Nashville, Tennessee, au Music City Center nouvellement construit. Le Summer NAMM est d'environ un quart de la taille du NAMM Show et se concentre davantage sur les réunions de l'industrie et le développement professionnel plutôt que sur les produits.